# NGC 6788
NGC 6788 ist eine Spiralgalaxie vom Hubble-Typ Sab im Sternbild Telescopium am Südsternhimmel. Sie ist schätzungsweise 139 Millionen Lichtjahre von der Milchstraße entfernt und hat einen Durchmesser von etwa 120.000 Lichtjahren.
Im selben Himmelsareal befindet sich u. a. die Galaxie IC 4856.
Das Objekt wurde am 9. Juli 1834 von John Herschel entdeckt.